# Olenecamptus dominus
Olenecamptus dominus är en skalbaggsart som beskrevs av Thomson 1860. Olenecamptus dominus ingår i släktet Olenecamptus och familjen långhorningar. Inga underarter finns listade i Catalogue of Life.